# Charity: Water
Charity: Water (dargestellt als charity: water) ist eine im Jahr 2006 gegründete gemeinnützige Organisation, die Menschen in Entwicklungsländern mit Trinkwasser versorgt. Bis zum Jahr 2019 hat die Organisation 370 Millionen US-Dollar gesammelt. Nach Angaben der Organisation hat sie 111.000 Wasserprojekte in 29 Ländern finanziert.

## Geschichte
Der Gründer Scott Harrison war zehn Jahre lang als Club-Promoter in New York City tätig. Ab 2004 engagierte er sich zwei Jahre seines Lebens für die Armen und Ausgegrenzten, indem er als Freiwilliger mit Mercy Ships in Liberia arbeitete. Er erkannte, dass Probleme in den Bereichen Bildung, Sicherheit und Gesundheit auf einen Mangel an sauberem Wasser und grundlegenden sanitären Anlagen zurückzuführen sind.
Harrison gründete die Wohltätigkeitsorganisation im Jahr 2006. Im Jahr 2007 bat Harrison mehrere Tech-Unternehmer um Unterstützung und Rat. Dazu gehörten Mark Zuckerberg von Facebook, Tom Anderson von MySpace und Michael Birch von Bebo. Birch war der Erste, der mit finanzieller und technischer Hilfe reagierte und Harrison mit einflussreichen Führungskräften der Technologiebranche im Silicon Valley bekannt machte. Birch gestaltete die Website der Wohltätigkeitsorganisation neu und spendete persönlich eine Million Dollar.